# For That Beautiful Feeling
Albums de The Chemical Brothers
No Geography
(2019)
Singles
1. The Darkness That You Fear
Sortie : 23 avril 2021
2. No Reason
Sortie : 17 mars 2023
3. Live Again ft. Halo Maud
Sortie : 28 juin 2023
4. Skipping Like a Stone
Sortie : 21 août 2023

For That Beautiful Feeling est le dixième album studio du duo de musique électronique anglais The Chemical Brothers, sorti le 8 septembre 2023 chez EMI Records,.

## Contexte
En avril 2023, quelques jours avant de jouer à Coachella, les Chemical Brothers ont annoncé leur 10e album studio en postant sur Instagram une photo d'un panneau publicitaire positionné de manière incongrue au milieu d'un désert,.
Le groupe a annoncé le nom de l'album et la liste des titres le 19 juillet 2023.
L'album sera accompagné d'un livre rétrospectif sur l'ensemble de la carrière, Paused in Cosmic Reflection, qui sera publié par White Rabbit le 26 octobre 2023. Le livre est composé de nouvelles interviews du groupe, ainsi que de nombreux amis et collaborateurs des trois dernières décennies, dont Noel Gallagher, Aurora, Wayne Coyne, Beth Orton, Beck et Michel Gondry.

## Réception critique
For That Beautiful Feeling a reçu une note de 85 sur 100 sur l'agrégateur de critiques Metacritic sur la base de cinq critiques, indiquant une « acclamation universelle ». Uncut a écrit que les Chemical Brothers « produisent tout un tas de joyeusetés dance-pop bien grasses » sur l'album. Damien Morris de The Observer l'a décrit comme une « réaffirmation sans absurdité de la plus grande force du duo de danse - faire en sorte que la house et la techno psychédéliques largement instrumentales sonnent en quelque sorte comme de la musique pop ». Emma Harrison pour Clash stipule que « Transcendantal, affirmant la vie et exaltant, 'For That Beautiful Feeling' est une pure surcharge sensorielle et un retour en force pour le duo électronique en pleine mutation ».

## Liste des titres
| For That Beautiful Feeling | For That Beautiful Feeling                       | For That Beautiful Feeling | For That Beautiful Feeling | For That Beautiful Feeling | For That Beautiful Feeling | For That Beautiful Feeling | For That Beautiful Feeling | For That Beautiful Feeling | For That Beautiful Feeling |
| No                         | Titre                                            | Durée                      |                            |                            |                            |                            |                            |                            |                            |
| -------------------------- | ------------------------------------------------ | -------------------------- | -------------------------- | -------------------------- | -------------------------- | -------------------------- | -------------------------- | -------------------------- | -------------------------- |
| 1.                         | Intro                                            | 1:09                       |                            |                            |                            |                            |                            |                            |                            |
| 2.                         | Live Again (featuring Halo Maud)                 | 5:10                       |                            |                            |                            |                            |                            |                            |                            |
| 3.                         | No Reason                                        | 4:52                       |                            |                            |                            |                            |                            |                            |                            |
| 4.                         | Goodbye                                          | 5:50                       |                            |                            |                            |                            |                            |                            |                            |
| 5.                         | Fountains                                        | 3:45                       |                            |                            |                            |                            |                            |                            |                            |
| 6.                         | Magic Wand                                       | 2:27                       |                            |                            |                            |                            |                            |                            |                            |
| 7.                         | The Weight                                       | 3:43                       |                            |                            |                            |                            |                            |                            |                            |
| 8.                         | Skipping Like a Stone (featuring Beck)           | 4:43                       |                            |                            |                            |                            |                            |                            |                            |
| 9.                         | The Darkness That You Fear (Harvest Mix)         | 4:09                       |                            |                            |                            |                            |                            |                            |                            |
| 10.                        | Feels Like I'm Dreaming                          | 6:58                       |                            |                            |                            |                            |                            |                            |                            |
| 11.                        | For That Beautiful Feeling (featuring Halo Maud) | 4:14                       |                            |                            |                            |                            |                            |                            |                            |
| 46:35                      |                                                  |                            |                            |                            |                            |                            |                            |                            |                            |